# Деноминация азербайджанского маната
Деноминация азербайджанского маната — денежная реформа национальной валюты Азербайджана, маната, осуществлённая в 2006 году согласно указу президента Ильхама Алиева от 7 февраля 2005 года. В ходе деноминации были введены в обращение банкноты более низкого номинала, а также монеты (гяпики). 1 новый манат был приравнен к 5000 старым манатам. Некоторые банкноты сохранили свой прежний номинал, однако их дизайн был изменён. Банкноты старого образца официально прекратили обращение после 1 января 2007 года. Они обмениваются Центральным банком и его подразделениями бессрочно, без ограничений и без взимания комиссии.

## Общие сведения
После 1994 года курс маната стабилизировался и на протяжении многих лет цена доллара США колебалась в пределах 4000 старых манатов. 
Деноминация была инициирована указом № 189 «Об изменении номинальной стоимости денежных знаков и масштаба цен (деноминации) в Азербайджанской Республике» от 7 февраля 2005 года. Причинами деноминации названы сформировавшийся высокий масштаб цен и низкий номинальный курс маната, которые «вызывают трудности при составлении учёта и отчётов в бухгалтерской системе и статистике, ведении межведомственных и банковских расчётов, вселяют в население, в частности, деловых людей, неуверенность в национальной валюте». 
Указ о деноминации был опубликован в государственной газете «Азербайджан» от 8 февраля 2005 года, № 29.

## Деноминация
В ходе деноминации были выведены из обращения номиналы в 250, 500, 1000, 10 000 и 50 000 манатов. Вместо них были введены в обращение номиналы в 20, а 23 мая 2018 года — в 200 манат. Банкноты в 1, 5, 10, 50, 100 манатов сохранили свой номинал. Наиболее крупным номиналом стали 200 манатов (не считая памятной банкноты 500 манатов с 2021 года).   
Новые банкноты получили четырёхуровневую защиту от подделки, где первый уровень определяется населением без специального оборудования, а четвёртый — только банком-эмитентом (Центральным банком Азербайджана).   
Все введённые банкноты имеют дизайн Роберта Калины, приближенный к евро, без каких-либо портретов известных личностей. Одновременно в обращение были введены металлические монеты номиналом 1, 3, 5, 10, 20 и 50 гяпиков. 1 новый манат был приравнен к 100 гяпикам. До этого гяпики существовали в короткий период с 1992 по 1993 год.   
В январе 2006 года введён символ азербайджанского маната — ₼. Был также обновлён Общероссийский классификатор валют, где азербайджанский манат с 1 января 2006 года получил код 944.  
Новые банкноты стали поступать в обращение постепенно. Сначала были выпущены только банкноты номиналом в один и пять манатов. 
Деноминация вызвала некоторое сходство с ценами периода СССР: батон хлеба в 2005 году стал стоить 20 гяпиков (ранее 1000 манатов), поездка в бакинском метро — 5 гяпиков (ранее 250 манатов), килограмм мяса — 3 маната 60 гяпиков (ранее 18 000 манатов).

Выведенные из обращения номиналы
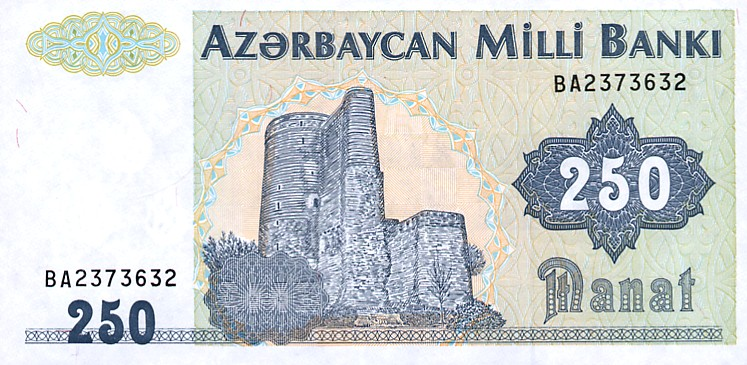
250 манатов
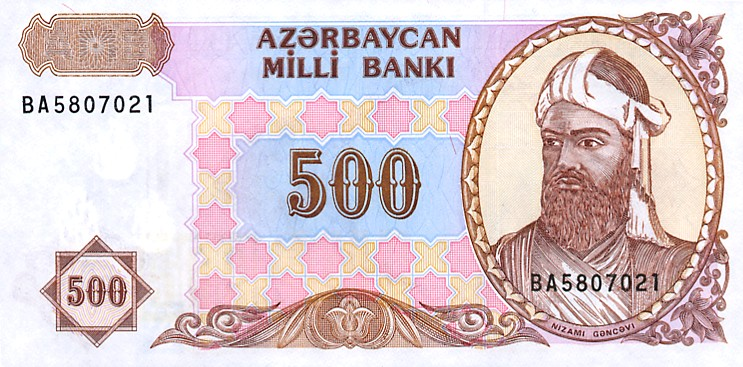
500 манатов
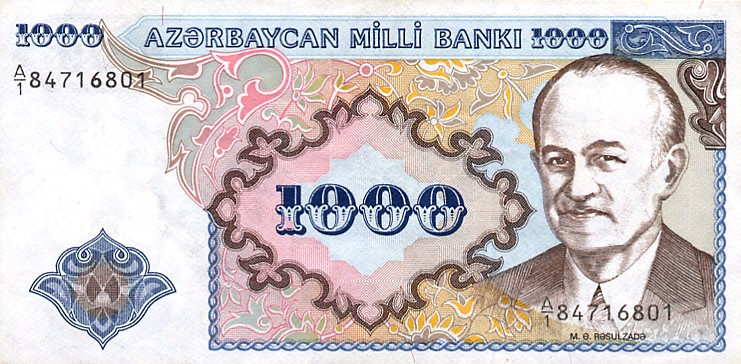
1000 манатов
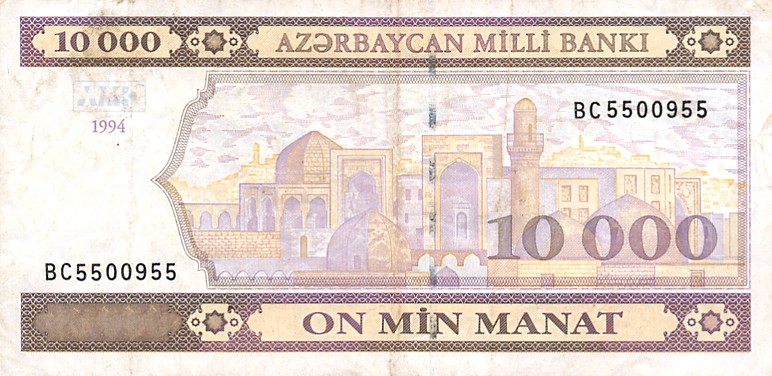
10 000 манатов
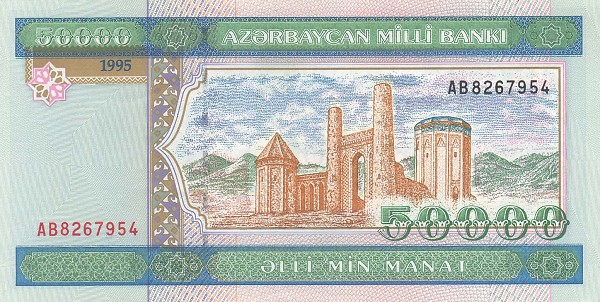
50 000 манатов

## Критика
Первоначально деноминация вызвала критику населения, хотя объектам розничной торговли в Азербайджане до конца 2006 года было предписано указывать цены как в старых, так и в новых манатах. Были зафиксированы случаи обмана или неподготовленности. Например, в одном местном автобусе заявленная цена за проезд была «500 старых манатов или 20 гяпиков», хотя 500 старых манатов соответствовало 10, а не 20 гяпикам. Похожий случай был отмечен в почтовом отделении при оплате электричества, где служащий, получив 20 тысяч старых манатов, выдал квитанцию на два, а не четыре новых маната, причём в рассмотрении жалобы было отказано.
Путаницу вызвал также указ правительства, согласно которому при пересчёте сумм со старых на новые манаты их следует округлять без остатка. В результате электрокомпания «Бармек» и водопроводная компания «Азерсу» повысили коммунальные тарифы из-за пересчёта на новые манаты. После протестов обе компании вернули старые тарифы.
По мнению некоторых источников в правительстве, деноминация была осуществлена поспешно: 

«Вопрос […] обсуждался около полутора месяцев, а решение было принято без консультаций с экспертами правительства. До проведения реформы мы на протяжении двух лет доказывали, что следует к этому подготовиться тщательнее, но нас не стали слушать».